# Équipe cycliste Alpecin-Deceuninck Development
L'équipe cycliste Alpecin-Deceuninck Development est une équipe cycliste belge, ayant le statut d'équipe continentale depuis 2021.
Elle sert d'équipe réserve à l'équipe World Tour Alpecin-Deceuninck.

## Principales victoires

### Championnats du monde
- Cyclisme sur route : 1
  - Course en ligne espoirs : 2023 (Axel Laurance)

### Courses d'un jour
- Grand Prix Rik Van Looy : 2024 (Simon Dehairs)
- Gran Premio New York City : 2024 (Tibor Del Grosso)
- BW Classic : 2024 (Laurens Sweeck)
- Grand Prix Pino Cerami : 2024 (Sente Sentjens)

### Courses par étapes
- Course de Solidarność et des champions olympiques : 2022 (Timo Kielich)
- Tour du Frioul-Vénétie Julienne : 2022 (Emiel Verstrynge)
- Tour de Haute-Autriche : 2023 (Luca Vergallito)

### Championnats nationaux
- Championnats de Belgique sur route : 2
  - Course en ligne espoirs : 2023 (Simon Dehairs) et 2024 (Sente Sentjens)
- Championnats des Pays-Bas sur route : 1
  - Course en ligne espoirs : 2024 (Tibor Del Grosso)

## Classements UCI
L'équipe participe aux épreuves des circuits continentaux et en particulier de l'UCI Europe Tour. Les tableaux ci-dessous présentent les classements de l'équipe sur les différents circuits, ainsi que son meilleur coureur au classement individuel.
UCI Europe Tour
| UCI Europe Tour | UCI Europe Tour        | UCI Europe Tour                           | UCI Europe Tour |
| Année           | Classement par équipes | Meilleur coureur au classement individuel |                 |
| --------------- | ---------------------- | ----------------------------------------- | --------------- |
| 2021            | 80e                    | Timo Kielich (649e)                       |                 |
| 2022            | 32e                    | Nicola Conci (150e)                       |                 |
| 2023            | 15e                    | -                                         |                 |
|                 |                        |                                           |                 |
| Source : UCI    |                        |                                           |                 |

L'équipe est également classée au Classement mondial UCI qui prend en compte toutes les épreuves UCI et concerne toutes les équipes UCI.
| Classement mondial | Classement mondial     | Classement mondial                        | Classement mondial |
| Année              | Classement par équipes | Meilleur coureur au classement individuel |                    |
| ------------------ | ---------------------- | ----------------------------------------- | ------------------ |
| 2021               | 126e                   | Timo Kielich (843e)                       |                    |
| 2022               | 58e                    | Nicola Conci (183e)                       |                    |
| 2023               | 37e                    | Timo Kielich (181e)                       |                    |
| 2024               | 40e                    | Simon Dehairs (233e)                      |                    |
|                    |                        |                                           |                    |
| Source : UCI       |                        |                                           |                    |

## Alpecin-Deceuninck Development Team en 2025
Effectif
| Effectif 2025            | Effectif 2025     | Effectif 2025 | Effectif 2025                    |
| Cycliste                 | Date de naissance | Pays          | Équipe précédente                |
| ------------------------ | ----------------- | ------------- | -------------------------------- |
| Timo Behrens             | 25 septembre 2001 | Allemagne     |                                  |
| Lennert Belmans          | 15 février 2002   | Belgique      | Iko-Crelan (2020)                |
| Aless de Bock            | 4 juillet 2006    | Belgique      |                                  |
| Aaron Dockx              | 28 juin 2004      | Belgique      |                                  |
| Ryan Kamp                | 12 décembre 2000  | Pays-Bas      | Pauwels Sauzen-Bingoal (2023)    |
| Louis Kitzki             | 20 janvier 2004   | Allemagne     | Embrace The World Cycling (2024) |
| Cameron Mason            | 18 août 2000      | Royaume-Uni   | Trinity Racing (2023)            |
| Witse Meeussen           | 8 mars 2001       | Belgique      | Pauwels Sauzen-Bingoal (2023)    |
| Jente Michels            | 17 février 2003   | Belgique      |                                  |
| Senna Remijn             | 22 janvier 2006   | Pays-Bas      |                                  |
| Siebe Roesems            | 8 juin 2001       | Belgique      | Trinity Racing (2022)            |
| Sente Sentjens           | 2 septembre 2005  | Belgique      | Acrog-Tormans/Balen BC (2023)    |
| Laurens Sweeck           | 17 décembre 1993  | Belgique      | Pauwels Sauzen-Bingoal (2022)    |
| Guus van den Eijnden     | 3 octobre 2005    | Pays-Bas      |                                  |
| Toon Vandebosch          | 19 juin 1999      | Belgique      | Pauwels Sauzen-Bingoal (2022)    |
| Niels Vandeputte         | 19 septembre 2000 | Belgique      | Iko-Crelan (2020)                |
| Nio Vandevorst           | 18 février 2006   | Belgique      |                                  |
| Stefano Viezzi           | 5 février 2006    | Italie        |                                  |
| Joran Wyseure            | 9 janvier 2001    | Belgique      |                                  |
|                          |                   |               |                                  |
| Source : ProCyclingStats |                   |               |                                  |

Victoires
| Victoires | Victoires | Victoires | Victoires | Victoires | Victoires |
| Date      | Course    | Pays      | Classe    | Vainqueur |           |
| --------- | --------- | --------- | --------- | --------- | --------- |